# Unforgiven (2001)
Unforgiven (2001) foi um evento de luta profissional em formato pay-per-view produzido pela World Wrestling Federation (WWF) e patrocinado pela Clearasil que ocorreu em 23 de setembro de 2001, na Mellon Arena em Pittsburgh, Pensilvânia. Este foi o terceiro evento da cronologia do Unforgiven e o décimo pay-per-view de 2001 no calendário da WWF.

## Resultados
| No.                            | Resultados | Estipulação                                                        | Tempo |
| ------------------------------ | --- | ------------------------------------------------------------------ | ----- |
| Sunday Night Heat              | Billy Gunn derrotou Tommy Dreamer | Luta individual                                                    | 03:12 |
| 1                              | The Dudley Boyz (Bubba Ray e D-Von) (c) derrotou Big Show e Spike Dudley, Lance Storm e The Hurricane, e The Hardy Boyz (Matt e Jeff) | Luta de quatro duplas de eliminação pelo WWF Tag Team Championship | 14:21 |
| 2                              | Perry Saturn derrotou Raven (com Terri Runnels)                                                                                       | Luta individual                                                    | 05:07 |
| 3                              | Christian derrotou Edge (c) | Luta individual pelo WWF Intercontinental Championship             | 11:53 |
| 4                              | The Brothers of Destruction (The Undertaker e Kane) (c) derrotou KroniK (Brian Adams e Bryan Clark) (com Steven Richards)             | Luta de duplas pelo WCW Tag Team Championship                      | 10:22 |
| 5                              | Rob Van Dam (c) derrotou Chris Jericho                                                                                                | Luta hardcore pelo WWF Hardcore Championship                       | 16:33 |
| 6                              | The Rock (c) derrotou Booker T e Shane McMahon                                                                                        | Luta 2-contra-1 pelo WCW Championship                              | 15:23 |
| 7                              | Rhyno derrotou Tajiri (c) (com Torrie Wilson)                                                                                         | Luta individual pelo WCW United States Championship                | 04:50 |
| 8                              | Kurt Angle derrotou Steve Austin (c)                                                                                                  | Luta individual pelo WWF Championship                              | 23:12 |
| (c) – Campeão(s) antes da luta | |                                                                    |       |